# Furingstads kyrka

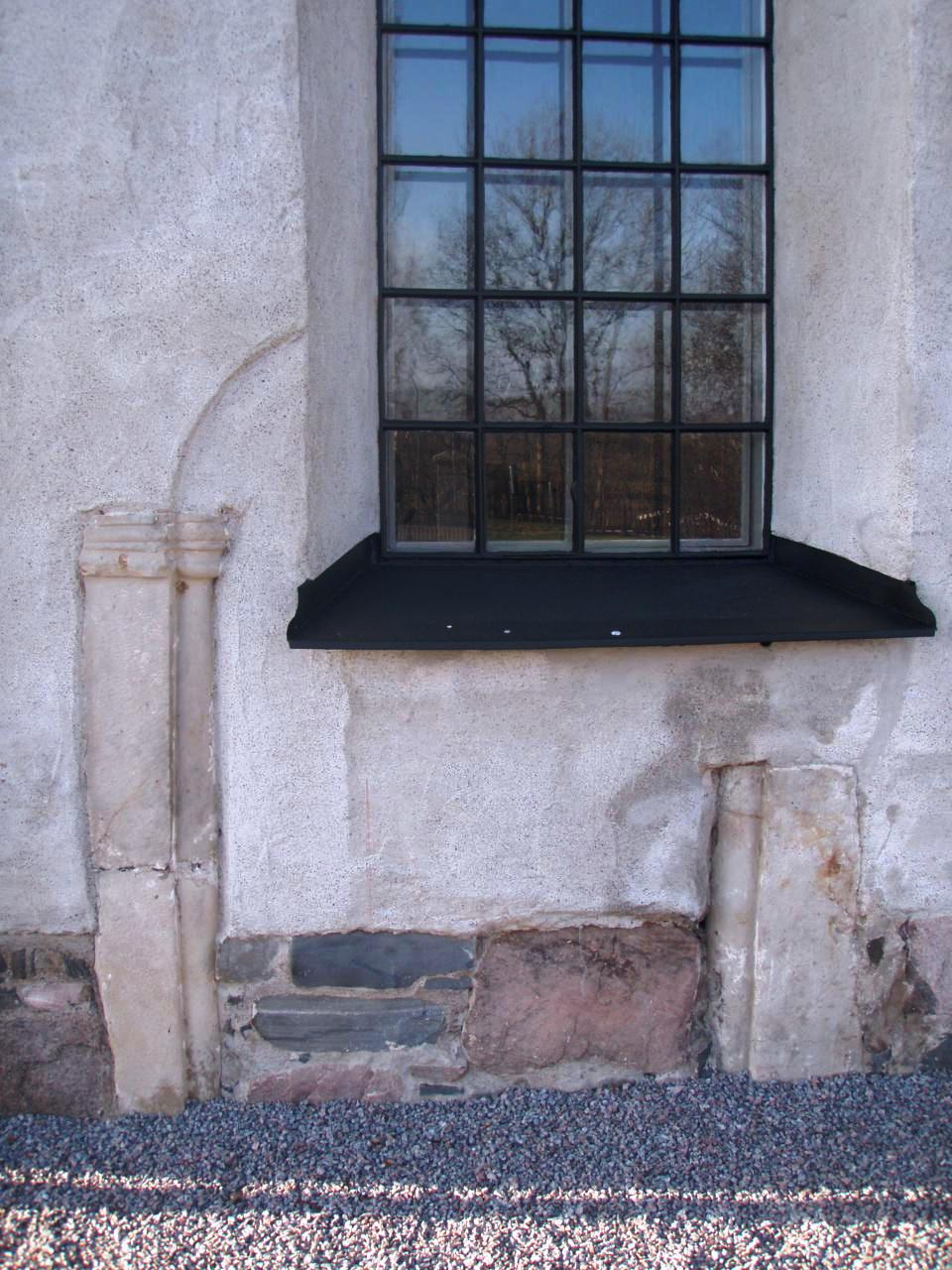
Kyrkans äldsta delar är från 1100-talet.

Furingstads kyrka är en kyrkobyggnad i Västra Vikbolandets församling i Linköpings stift och Norrköpings kommun.

## Kyrkobyggnaden
Kyrkan består av ett rektangulärt långhus med en korsarm i norr. Vid långhusets västra kortsida finns ett torn och vid östra kortsidan ett smalare och rakt avslutat kor. En sakristia finns vid korets nordsida. Kyrkan har ett medeltida ursprung med delar alltsedan 1150-talet, koret, innertakets valv och de äldsta takmålningarna är från 1400-talet. Efter reformationen har det tillkommit nya takmålningar, dessa på 1600-talet. Delar av kyrkan byggdes om 1732. 1888 murades den medeltida sydportalen igen och huvudingången går numera genom tornet vid västra sidan.

## Inventarier
- Dopfunten av järn tillverkades 1895. Foten finns kvar av en dopfunt av kalksten från 1100-talet.
- Altartavlan från 1803 är målad av Pehr Hörberg.
- Predikstolen från 1660-talet pryds med figurer av de fyra evangelisterna.

## Orgel
- 1756 bygger Jonas Wistenius, Linköping, en orgel med 7 stämmor. Den kostade 1600 daler.[1]
- Den nuvarande orgeln är mekanisk och byggd 1888 av Carl Elfström, Ljungby. Den har ett tonomfång på 56/30.

| Manual I            | Manual II  | Pedal   | Koppel |
| Borduna 16’         | Gedackt 8’ | Bihängd | I/P    |
| Princial 8’         | Gamba 8’   |         | II/I   |
| Flûte harmonique 8’ | Violin 4’  |         | I 4'/I |
| Oktava 4’           |            |         |        |
| Qunta 3'            |            |         |        |
| Octava 2'           |            |         |        |
| Trumpet 8’          |            |         |        |